# Girella nebulosa
Girella nebulosa és una espècie de peix pertanyent a la família dels kifòsids.

## Descripció
- Pot arribar a fer 25,8 cm de llargària màxima.[6]

## Hàbitat
És un peix marí, bentopelàgic i de clima tropical.

## Distribució geogràfica
Es troba al Pacífic sud-oriental: l'illa de Pasqua.

## Observacions
És inofensiu per als humans.